# Päijänne-Tavastland
Päijänne-Tavastland (finska: Päijät-Häme)  är ett landskap i Finland. Folkmängden i landskapet uppgick den 31 december 2017 till 201 228 invånare  och den totala arealen utgjordes den 1 januari 2012 av 6 254,68 kvadratkilometer. Huvudort är Lahtis stad.

## Kommuner
Det finns tio kommuner i landskapet (2021). Städerna är markerade med fet text.

- Asikkala
- Gustav Adolfs
- Heinola
- Hollola
- Itis
- Kärkölä
- Lahtis
- Orimattila
- Padasjoki
- Sysmä

Tidigare hörde även Kuhmois till Päijänne-Tavastland, men idag hör kommunen till Birkaland. Itis kommun överfördes 2021 från Kymmenedalen.

## Välfärdsområde
Hela landskapet tillhör Päijänne-Tavastlands välfärdsområde som ansvarar för social- och hälsovård samt räddningstjänst.

## Ekonomiska regioner
Inom landskapet finns endast en ekonomisk region:
- Lahtis ekonomiska region (nr 071)

## Språk
Befolkningen efter språk (modersmål) den 31 december 2014. Finska, svenska och samiska räknas som inhemska språk då de har officiell status i landet. Resten av språken räknas som främmande.
| Språk                      | Talare  | %        |
| -------------------------- | ------- | -------- |
| Hela befolkningen          | 202 009 | 100,00 % |
| Finska                     | 192 951 | 94,76 %  |
| Svenska                    | 673     | 0,33 %   |
| Samiska                    | 22      | 0,01 %   |
| Främmande språk totalt     | 8 363   | 4,14 %   |
| Ryska                      | 3 295   | 1,63 %   |
| Estniska                   | 1 444   | 0,71 %   |
| Kurdiska                   | 559     | 0,28 %   |
| Arabiska                   | 386     | 0,19 %   |
| Thai                       | 364     | 0,18 %   |
| Engelska                   | 356     | 0,18 %   |
| Turkiska                   | 221     | 0,11 %   |
| Tyska                      | 177     | 0,09 %   |
| Albanska                   | 132     | 0,06 %   |
| Spanska                    | 130     | 0,06 %   |
| Kinesiska                  | 125     | 0,06 %   |
| Språk med under 100 talare | 1 147   | 0,57 %   |
| Okänt språk                | 27      | 0,01 %   |

### Webbkällor
- Päijänne-Tavastlands landskapsförbund